# 陳明義 (1967年)
陳明義（1967年9月18日—），生於臺灣省澎湖縣，成長於新北市五股區，中國國民黨籍政治人物，現任新北市議員（林口、五股、泰山）。
曾任中國國民黨中央常務委員、五股鄉鄉民代表、臺北縣議員，2014年底屈居落選頭以15票之差（2015年6月5日中選會公布驗票結果為5票之差）落後吊車尾的民進黨籍議員、後當選副議長的陳文治，挑戰三連霸失利，於2015年獲國民黨徵召參選立法委員，不過最終敗給尋求連任的民進黨立委林淑芬。2016年4月19日，時任新北市議員張晉婷因賄選被法院判定為「當選無效」，陳明義遞補為新北市議員，同年5月2日正式就職，重返議會。2018年11月以當選區第二高票獲得連任。2022年11月，在去除新莊的新分拆選區中蟬聯第二高票，僅次於同黨蔡淑君，其與同届民衆黨議員陳世軒為父子關係。

## 經歷
先後畢業於醒吾商業專科學校企管系、文化大學政治學碩士、現就讀於台北科技大學建築都市設計研究所。

## 選舉紀錄
| 年度 | 選舉屆數                 | 選舉區           | 所屬政黨   | 得票數 | 得票率 | 當選標記 | 備註       |
| ---- | ------------------------ | ---------------- | ---------- | ------ | ------ | -------- | ---------- |
| 1998 | 第十六屆五股鄉民代表選舉 | 五股鄉第三選舉區 | 中國國民黨 | 1,158  |        |          |            |
| 2002 | 第十五屆臺北縣議員選舉   | 臺北縣第六選舉區 | 中國國民黨 | 4,505  | 2.68%  |          |            |
| 2005 | 第十六屆臺北縣議員選舉   | 臺北縣第六選舉區 | 中國國民黨 | 18,817 | 7.02%  |          |            |
| 2010 | 第一屆新北市議員選舉     | 新北市第二選舉區 | 中國國民黨 | 20,206 | 6.11%  |          |            |
| 2014 | 第二屆新北市議員選舉     | 新北市第二選舉區 | 中國國民黨 | 20,466 | 6.70%  | 遞補當選 |            |
| 2016 | 第九屆立法委員選舉       | 新北市第二選舉區 | 中國國民黨 | 56,057 | 31.25% |          |            |
| 2018 | 第三屆新北市議員選舉     | 新北市第二選舉區 | 中國國民黨 | 34,895 | 10.39% |          |            |
| 2020 | 第十屆立法委員選舉       | 新北市第四選舉區 | 中國國民黨 | 80,455 | 37.13% |          |            |
| 2022 | 第四屆新北市議員選舉     | 新北市第二選舉區 | 中國國民黨 | 26,511 | 21.31% |          | 選舉區重劃 |

## 爭議事件
- 2014年6月，中共中央臺灣工作辦公室宣稱「臺灣前途由全中國十三億人民決定」，總統馬英九因未即時回應而遭質疑。[9][10][11][12]為此，陳明義於政論節目為馬總統辯護：「我現在說美國是臺灣的一部分，看看明天美國總統歐巴馬會不會出來講話。」太陽花學運名人吳崢立刻反擊，「（當然）不會！你是甚麼『咖』（臺語，角色）？」陳明義無言，包括現場來賓。[13][14]

- 2014年9月，名嘴周玉蔻在某節目中針對國民黨台北市長候選人連勝文關於金衛案的發言批評道：「國民黨推出這種市長候選人，國民黨的民意代表還不覺得汗顏嗎？」，並把矛頭轉向藍營議員陳明義，指責他沒有是非。陳明義當場被激怒，表示：「以後蔻蔻姐在，我就不要上（節目）！」[15]

- 2014年10月，國稅局向一些機關團體發文，要追查台北市長參選人柯文哲的演講費資料。陳明義在某談話性節目中談及此事時說道：「國稅局的書函是沒有法律效力的，不需要有承辦人，而且沒有強制力。一點法律效力都沒有。」曾任法官的民進黨立法委員吳秉叡辯駁道：「如果沒有強制力，為甚麼公文裏面說，如果你不給我回答的話，我要給你處罰？」結果主持人彭文正當場打電話到國稅局查証，國稅局官員的說法是「書函上面規定，被調查者不得拒絕」，而後彭文正詢問「我們不理，可以嗎？」國稅局官員答：「不理的話，我們會有罰則，依法辦理。」[16][17]

- 2014年11月14日，在新北市議員選戰中，陳明義因不滿其選舉布條被新北市政府環境保護局人員拆除，怒嗆環保局「讓你掃地掃個夠」[18]。此事件遭網路鄉民KUSO，且個別媒體選舉前屢屢播放事件的新聞畫面。[19]11月29日，陳明義以15票之差尋求連任失敗。[20][21]。陳明義向新北地方法院申請驗票，結果陳明義仍以5票之差落選[22]。
- 2025年7月30日，在三重果菜市場搬遷說明會上對民眾使用暴力。[23]

## 外部連結
- 陳明義的Facebook專頁
- YouTube上的義起幸福頻道
- YouTube上的明義衝山曉頻道
- 陳明義的Instagram帳戶